# شهيرات كوربانوف
شهيرات كوربانوف (مواليد 27 مارس 1971) هو ملاكم تركمانستاني، مثّل بلاده في الألعاب الأولمبية الصيفية في دورتي 1996 و2004.

## روابط خارجية
شهيرات كوربانوف على موقع أوليمبيديا (الإنجليزية)